# Аркансо (Вісконсин)
Аркансо (англ. Arkansaw) — переписна місцевість (CDP) в США, в окрузі Пепін штату Вісконсин. Населення — 194 особи (2020).

## Географія
Аркансо розташоване за координатами 44°38′3″ пн. ш. 92°1′15″ зх. д. / 44.63417° пн. ш. 92.02083° зх. д. (44.634295, -92.020951).  За даними Бюро перепису населення США в 2010 році переписна місцевість мала площу 1,86 км², з яких 1,85 км² — суходіл та 0,02 км² — водойми.

## Демографія
Згідно з переписом 2010 року, у переписній місцевості мешкало 177 осіб у 80 домогосподарствах у складі 47 родин. Густота населення становила 95 осіб/км².  Було 93 помешкання (50/км²).
Расовий склад населення:
| - 100,0 % — білих |

До двох чи більше рас належало 0,0 %. Частка іспаномовних становила 0,0 % від усіх жителів.
За віковим діапазоном населення розподілялося таким чином: 22,6 % — особи молодші 18 років, 57,1 % — особи у віці 18—64 років, 20,3 % — особи у віці 65 років та старші. Медіана віку мешканця становила 41,8 року. На 100 осіб жіночої статі у переписній місцевості припадало 121,2 чоловіків;  на 100 жінок у віці від 18 років та старших — 101,5 чоловіків також старших 18 років.
Середній дохід на одне домашнє господарство  становив 40 293 долари США (медіана — 31 429), а середній дохід на одну сім'ю — 47 153 долари (медіана — 51 250). За межею бідності перебувало 8,4 % осіб, у тому числі 5,3 % дітей у віці до 18 років та 32,1 % осіб у віці 65 років та старших.
Цивільне працевлаштоване населення становило 83 особи. Основні галузі зайнятості: освіта, охорона здоров'я та соціальна допомога — 30,1 %, транспорт — 19,3 %, виробництво — 19,3 %.